# Горькая ягода
«Горькая ягода» — советский фильм 1975 года снятый на киностудии «Узбекфильм» режиссёром Камарой Камаловой.

## Сюжет
Лето, каникулы, мечтательная и доверчивая девочка Наргиз в свои 13 лет испытывает и первую влюбленность, и первые разочарования. Девятилетняя Лали страстно подражает во всем своей старшей подруге, излишне привязчиво следует повсюду за ней…

## В ролях
- Ш. Гафурова — Наргиз
- Шахноза Бурханова — Лали
- Бехзод Хамраев — Эркин
- Баба Аннанов — отец Лали
- Антонина Рустамова — мать Лали
- Манзура Рахимходжаева — анзура
- М. Сахибова — Иззатик
- Зухритдин Режаметов — Сабир
- Айбек Нарзуллаев — Тула
- Вохобжон Азимов — Вова
- Улугбек Джамалов — Анвар
- Сайд Алиева — бабушка
- Назира Алиева — бабушка Наргиз

## О фильме
Это дебютный фильм режиссёром Камары Камаловой, хотя она окончила ВГИК (мастерская Льва Кулешова) ещё в 1964 году, но до этого фильма выступала как режиссёр мультфильмов.
Фильм получил ряд наград, в том числе был отмечен специальным дипломом жюри на X Московском международном кинофестивале с формулировкой:

«за глубокое проникновение в эмоциональный мир ребёнка и за успешный дебют в игровом художественном фильме»
Киновед Сергей Кудрявцев дал фильму оценку 8,5 из 10 возможных:

Эта вроде бы непритязательная лента остаётся в памяти как одно из самых поэтичных и удивительно нежных впечатлений от безвозвратно исчезнувшего многонационального советского кино. «Узбекская школа», представленная именами Эльёра Ишмухамедова, Али Хамраева и Равиля Батырова, вообще была склонна к поэтизации реальности, причём и в её повседневных проявлениях, когда будто не происходит ничего особенного — просто течёт жизнь, но эта текучесть и неповторимость каждого мгновения представляет особое очарование. Вот и их коллега Камара Камалова восхищает, прежде всего, именно тонкой вязью неуловимых настроений и переживаний.— Горькая ягода // 3500: книга кинорецензий / Кудрявцев С. В. — М.: Печатный двор, 2008
Фильм входит в Золотой фонд узбекского кинематографа, вошёл в сборник из десяти лучших узбекских фильмов «Олтин туплам» («Золотой сборник») изданный «Узбеккино».
В 2020 году хранившийся в Госфильмофонде России фильм был оцифрован.

## Фестивали и награды
- 1977 — X Московский международный кинофестиваль — Специальный диплом жюри по разделу детских фильмов
- 1977 — II Каирский международный кинофестиваль (Египет) — Приз «Серебряная Нефертити»
- 1983 — Премия Ленинского комсомола режиссёру Камаре Камаловой (за фильмы «Горькая ягода», «Чужое счастье», «Завтра выйдешь?»)